# The Man from Earth: Holocene
The Man from Earth: Holocene is een Amerikaanse drama-/sciencefictionfilm uit 2017. De film is geregisseerd door Richard Schenkman naar een scenario van Richard Schenkman en Emerson Bixby, gebaseerd op personages bedacht door Bixby's vader, sciencefictionschrijver Jerome Bixby. Het is een vervolg op de film The Man from Earth uit 2007 over een man die 14.000 jaar oud is. David Lee Smith keert terug in zijn rol van John Oldman, de hoofdpersoon uit de originele film, maar dan onder een andere naam.

## Verhaal
John, die nu de achternaam Young draagt, doceert een cursus vergelijkende godsdienstwetenschap aan een community college in Chico (Californië). Voor het eerst in zijn leven begint hij tekenen van veroudering te vertonen, mogelijk als gevolg van het einde van het Holoceen. Een snijwonde tijdens een jachtpartij wijst erop dat zijn regeneratieve vermogens afnemen. Wanneer Isabel, een enthousiaste studente, zijn geheim ontdekt, doet ze er samen met enkele medestudenten alles aan om hem te ontmaskeren.

## Rolverdeling
| Acteur           | Personage                |
| ---------------- | ------------------------ |
| David Lee Smith  | John Oldman / John Young |
| William Katt     | Dr. Art Jenkins          |
| Vanessa Williams | Carolyn                  |
| Michael Dorn     | Dr. Gil Parker           |
| Sterling Knight  | Philip                   |
| Brittany Curran  | Tara                     |
| Carlos Knight    | Liko                     |
| Akemi Look       | Isabel                   |
| John Billingsley | Harry                    |

## Trivia
- Op 16 januari 2018 werd de film door de makers zelf geüpload naar The Pirate Bay.[1]